# Друштвена контрола
Друштвена контрола је концепт у склопу дисциплина друштвених наука.
Социолози препознају два основна облика друштвене контроле:
1. Неформални начин контроле – интернализација норми и вредности кроз процес познатији као социјализација, која је дефинисана као “процес кроз који индивидуа, рођена са широким спектром могућности понашања, бива вођена да развија актуелно понашање које је ограничено на ужи спектар онога што је за њега прихватљиво од стране стандарда друштва.”[2]
2. Формални начин контроле – Спољна санкција спроведена од стране Владе да би спречила успостављање хаоса или безакоња у друштву. Неки теоретичари, попут Емила Диркема, указују на ову форму контроле као регулацију.

Као што је укратко дефинисано изнад, средства за спровођење друштвене контроле могу бити или неформална или формална. Социолог Едвард А. Рос расправља о томе да системи веровања врше већу контролу на људско понашање него закони наметнути од Владе, без обзира каква су та веровања.
Друштвена контрола се сматра једном од оснивача реда унутар друштва.

## Дефиниција концепта
Руденбург препознаје концепт друштвене контроле као класични концепт.
Иако је концепт друштвене контроле постојао још од оснивања организоване социологије, његово значење је било мењано током времена. Првобитно, концепт је само указивао да могућност друштва уређује себе. Међутим, у 1930-им, термин је преузео модерније значење – обраћење индивидуе конформизму. Теорија друштвене контроле је почела бити изучавана засебно у раном 20. веку.
Концепт друштвене контроле је повезан са још једним концептом, који је појам друштвеног поретка. Друштвена контрола је ствар препозната као постојећа у следећим областима друштва:
- Образовни систем
- Полиција и закон
- Психијатрија
- Друштвени рад
- Министарство здравља
- Радно окружење

## Неформално

### Друштвене вредности
Друштвене вредности присутне у појединцима су производ неформалне друштвене контроле, извршена прећутно од стране друштва кроз посебне обичаје, правила и норме. Појединци интернализују вредности њиховог друштва, свесни или несвесни индоктринације. Традиционално друштво се ослања углавном на неформалну друштвену контролу уграђену у својој уобичајеној култури да би социјализовала своје чланове.

### Санкције
Неформалне санкције могу укључити срамоту, исмевање, сарказам, критицизам, и неодобравање, које могу допринети томе да појединац залута према нормама које му је поставило друштво. У крајњем случају, санкције могу укључити друштвену дискриминацију и одбацивање. Неформална друштвена контрола уобичајено има више утицаја на појединце зато што ове друштвене вредности постају интернализоване, тако постајући једно гледиште личности појединца.
Неформалне санкције проверавају 'изопачено' понашање. Пример за негативну санкцију долази из сцене спота за песму The Wall бенда Pink Floyd, где млади протагониста бива исмеван и вербално злостављан од стране професора у средњој школи зато што је писао поезију на часу математике. Још један пример долази из филма About A Boy, када младић оклева да скочи са високе одскочне даске и тада га исмевају због страха. Иако је он на крају скочио, његово понашање је контролисано срамом.

### Награда и казна
Неформална контрола награђује или кажњава прихватљиво или неприхватљиво понашање и разликује се од појединца до појединца, од групе до групе, и од друштва до друштва. На пример, на састанку Women's Institute-а, неодобравајући поглед може пренети поруку да није прикладно флертовати са министарком. У криминалној банди, с друге стране, примењује се строжа казна у случају да неко прети обавештавањем Полиције.

### Теоретичарска пристрасност у склопу модерних медија
Теоретичари попут Ноама Чомског су расправљали да постоји системска пристрасност у модерним медијима. За маркетинг, пропаганду и односе са јавношћу је речено да користе масовну комуникацију да би помогли интересима одређених политичких или пословних елита. Моћни идеолошки, економски и религијски лобисти су често користили школске системе и централизоване електронске медије да би утицали на јавно мишљење.

## Формално

### Историјски
Друштвена контрола се развијала заједно са цивилизацијом, као рационална мера против неконтролисаних сила природе, којима су племенске организације били плен, у архаичним племенским друштвима.
Владари су легитимно користили мучење као средство контроле ума, као и убиство, затварање и изгнанство, да би из јавног простора уклонили свакога ко би од стране државних ауторитета био сматран непожељним.
Током периода Просветитељства оштре казне за злочине и грађанску непослушност су критиковали филозофи као Чезаре Бекарија и Џереми Бентам, чији су радови инспирисали покрете реформе који су напокон довели до Универзалне декларације о људским правима 1948. године која упознаје најзападније јурисдикције и случну декларацију о људским правима у Исламу у Каиру 1990. године.
Реч crime (злочин) је постала део речника енглеског језика преко старог француског, у средњем веку, и у склопу средњег-енглеског језика.
У историји, религија је била фактор који је пружао морални утицај на заједницу и сваког појединца, пружајући унутрашње место контроле оријентисано ка моралности, тако да је свака особа била оспособљена да има контролу над собом у оквиру друштва. Након што је Огист Конт установио социологију (1830—1842), већ су неки мислиоци прорекли прекид спознајне лажне унутрашње свесности наспрам религијског веровања. Ипак, у двадесетом веку, религија је од стране друштвених научника оцењена као и даље кључни фактор друштвене контроле.
Конт и они пре њега су дисали ваздух револуције који је током каснијих делова осамнаестог века (Француска револуција) довео до тзв. просветљеног начина боравка у друштву, и који је довео нову слободу за појединца, без ограничавања надгледа аристократије.
У контексту друштвене контроле кроз казнених и поправих услуга, рехабилитациони идеал (Francis Allen 1964) је кључна идеја оформљена у двадесетом веку, први принцип од кога понашање има први узрок ('Људско понашање је производ претходних узрока'). За идеју се касније сматрало да је од мањег значаја за филозофију и тачности или извршења поправних мера, барем по студији из 2007. године.

### Технике
Закон је техника коришћена зарад друштвене контроле. На пример, постоје извесни закони који се тичу прикладних полних веза и оне су углавном засноване на друштвеним вредностима. Историјски, хомосексуалност је била криминализована. У модерно време, она више није увреда, и то је последица промене друштвених вредности. Међутим, и даље постоје закони који се тичу пристанка на инцест, јер се они и даље сматрају проблемом у друштву које захтева друштвену контролу.
Механизам друштвене контроле се јавља кроз употребу одређених подстицаја. Одређени подстицаји су приватна добра, који су или дарови или службе, учињени доступним људима у зависности од тога да ли доприносе или не доприносе добру групе, колективу, или заједничком добру. Уколико људи доприносе, бивају награђени, уколико не доприносе онда бивају кажњени. Mancur Olson је допринео овом концепту својим радом (The Logic of Collective Action).
Обершал, у свом раду, идентификује три елемента прагматичне друштвене контроле који постоје у нашем тренутном друштву. Они су, конфронтациона (борбена) контрола, као што су контрола побуне и контрола масе, превентивне мере да одврате од не-нормалних понашања, које је законодавство скицирало у очекиваним границама понашања, и допунске мере превентивним мерама, које доводе до казне за кривична дела.
Ограничени приступ парковима (забрањује појединцима честу посету једном, неком, или свим парковима у граду на дуже време због претходног прекршаја), закони о преступу (приватизација простора који се сматра јавним у намери да полиција изабере које ће појединца испитивати), и наређења за неприступање неком месту (Stay Out Of Drug Areas и Stay Out of Areas of Prostitution која заклања приступ овим местима), само су неки од нових техника контроле друштва искоришћене од стране градова да помере одређене људе од маргина друштва. Неколико заједничких тема се појављује у сваком од ових механизама контроле. Први је могућност да се просторно ограниче појединци унутар њихових градова. Пркошење било ком од претходно наведених закона је кривично дело које може резултирати затварањем. Иако се неће сви појединци подређени овом налогу о искључењу (унутар тог ограниченог простора) неће придржавати тога, ови појединци су, у најмању руку, просторно ометени кроз смањену мобилност и слободу широм града. Ово просторно ограничавање доводи до озбиљног прекида и ометања њихових живота. Бескућници углавном бораве у парковима зато што то подручје има клупе на којима спавају, јавне купаонице, повремене јавне услуге, и генерално један осећај сигурности због боравка са онима који су у сличној ситуацији. Приватизација зона као што су библиотеке, системи јавног превоза, факултетски кампови, и комерцијалне установе које су углавном јавне, даје углавном овлашћење и дозволу да ограничени приступ појединцима које они желе, чак иако појединац има моралне намере. Закони који ограничавају приступ који покушавају да држе наркомане, проститутке и остале изван концентрисане зоне дроге и сексуалних злочина, углавном смањује могућност ових појединаца да потраже помоћ јавних услуга од користи за рехабилитацију, пошто су ове услуге углавном доступне у оквиру SODA (Stay Out of Drug Areas) и SOAP (Stay Out of Areas of Prostitution) територија.

### Теорија поломљених прозора у САД
У САД, рана друштва су била у могућности да лако протерају појединце које су сматрали непожељним у јавном простору кроз законе о скитњи и другим облицима кажњавања. У 1960-им и 1970-им годинама, међутим, ове одредбе о искључивању из заједница су биле осуђене као неуставне у Америци и сходно томе одбачене од стране Врховног суда САД. Увод у теорију поломљених прозора у 1980-им је произвео драматичну трансформацију у концептима који су се користили у конституисању прописа у намери да се заобиђе претходни проблем неуставности. Према теорији, околина одређеног места сигнализује своје здравље јавности, укључујући и потенцијалне вандале. Одржавањем организоване околине, појединци су одвраћени од изазивања нереда на одређеној локацији. Међутим, околине испуњене нередом, као што су поломљени прозори или графити, указују на неспособност комшилука да врши самонадгледање, тиме водећи до повећања криминалне активности. Уместо фокусирања на изграђену средину, одредбе поткрепљене Теоријом Поломљених Прозора претежно наглашавају нежељено људско понашање као поремећај животне средине који наводи на даљи злочин. Закон о цивилима, пореклом из касних 1980-их и раних 1990-их, пружио је пример за употребљивост овог каснијег аспекта Теорије Поломљених Прозора као легитимација за дискриминацију против појединаца који се сматрају неуредним, с намером да се повећа осећај безбедности у урбаним срединама. Ови закони о цивилима утицајно криминализују активности које се сматрају непожељним, као што је седење или лежање на тротоару, спавање у парковима, уринирање или алкохолисање у јавности, просјачење, у намери да се појединци који чине овакве ствари уклоне на неку периферију града. Затим, не-изненађујуће, несразмерно погађају бескућнике.
Појединци се сматрају непожељнима у урбаним срединама јер се не уклапају у норме друштва, што проузрокује нелагодност многим становницима одређених комшилука. Овај страх је био продубљен Теоријом Поломљених Прозора и резултирао у прописима који теже да непожељне уклоне са видљивих зона друштва. У пост-индустријском граду, забринутом углавном око малопродаје, туризма и услужног сектора, растућег притиска да се створи слика подесног за становање и уређеног града је без сумње помогла у најскоријим облицима контроле друштва. Ове нове технике укључују још интензивније покушаје да се просторно протерају одређени појединци из урбане средине пошто је полицији поверено знатно више моћи да истражи појединце, на основу сумње пре него непобитног доказа забрањених радњи.

## Скорија достигнућа
У деценијама пре краја 1980-их, повећана претежност појединца као карактеристике у оквиру друштва је проузроковала високи број нових терапеута који ће се утврдити, тиме показујући терапију као средство друштвене контроле (Conrad & Schneider 1980: Mechanic 1989).